# شعب البتول (الحد)

تعديل مصدري - تعديل

شعب البتول هي إحدى قرى عزلة الحد بمديرية الحد التابعة لمحافظة لحج، بلغ تعداد سكانها 89 نسمة حسب تعداد اليمن لعام 2004.